# Бердичівський район
Бердичівський район (Бердичівщина) — район Житомирської області в Україні, утворений 2020 року. Адміністративний центр — місто Бердичів.
Площа території — 3 018,5 км², населення — 161 462 особи (2020 р.).

## Історія
Район створено відповідно до постанови Верховної Ради України № 807-IX від 17 липня 2020 року. До його складу увійшли: Андрушівська, Бердичівська міські, Гришковецька, Ружинська, Червоненська селищні та Вчорайшенська, Краснопільська, Райгородоцька, Семенівська, Швайківська сільські територіальні громади.

## Передісторія земель району
Раніше територія району входила до складу Бердичівського, Андрушівського, Ружинського, Чуднівського районів, ліквідованих тією ж постановою.